# Csíkos egérmadár
A csíkos egérmadár (Colius striatus) a madarak osztályának egérmadár-alakúak (Coliiformes) rendjébe és az egérmadárfélék (Coliidae) családjába tartozó faj.

## Előfordulása
Afrikában Angola, Botswana, Burundi, Kamerun, a Közép-afrikai Köztársaság, a Kongói Köztársaság, a Kongói Demokratikus Köztársaság, Egyenlítői-Guinea, Eritrea, Etiópia, Gabon, Ghána, Kenya, Lesotho, Malawi, Mozambik, Nigéria, Ruanda, Szomália, a Dél-afrikai Köztársaság, Szudán, Szváziföld, Tanzánia, Uganda, Zambia és Zimbabwe területén honos.

## Alfajai
17 alfaja különbözik  a tollazat tónusában és a színek kontrasztosságában, illetve szemszínük a sötétbarnától a halvány kéken át a fehéresig terjedhet.
- Colius striatus affinis (Shelley, 1885)
- Colius striatus berlepschi (Hartert, 1899)
- Colius striatus cinerascens (Neumann, 1900)
- Colius striatus congicus (Reichenow, 1923)
- Colius striatus hilgerti (Zedlitz, 1910)
- Colius striatus integralis (Clancey, 1957)
- Colius striatus jebelensis (Mearns, 1915)
- Colius striatus kikuyensis (Someren, 1919)
- Colius striatus kiwuensis (Reichenow, 1908)
- Colius striatus leucophthalmus (Chapin, 1921)
- Colius striatus leucotis (Ruppell, 1839)
- Colius striatus minor (Cabanis, 1876)
- Colius striatus mombassicus (Someren, 1919)
- Colius striatus nigricollis (Vieillot, 1817)
- Colius striatus rhodesiae (Grant & Mackworth-Praed, 1938)
- Colius striatus simulans (Clancey, 1979)
- Colius striatus striatus (Gmelin, 1789)

## Megjelenése
Testhossza 30-35 centiméter. Barnás alapszínű. Elkülönítő bélyegei (a fehérfejű egérmadártól): kétszínű csőr (felül fekete, alul rózsaszínes), bóbitája nem fehér és nincs szőrtelen, szürke folt a szem körül. A fiataloknak kisebb a bóbitájuk és halványabb a csőrük.
|  |  |

## Hangja
Igen zsivalyos jószágok. Ha földi ragadozót látnak hangos „shriek”-kel, ha égit intenzív  „pit”-tel jeleznek, nyugalomban egymás között „chew-chew”, levegőből ijesztgetve „tisk-tisk”.

## Életmódja
Az egérmadarak közül a legelterjedtebb, gyakran látni csoportosan ücsörögni karókon a fehérfejű egérmadár társaságában is. Csapatokban mozogva keres a földön élelmet, fürdik pocsolyákban és alszik az ágakon esténként. Hidegebb éjszakákon bágyadtak, apatikusak. Gyümölcsöket, bogyókat, leveleket, virágokat, nektárt esznek, de néhanapján termeszt és hangyát is fogyaszthatnak. Vizet csőrükkel felszívva isznak.

## Szaporodás
Násztáncuk érdekes: mindkét nem egy meredt pózt vesz fel, többször egymás után mozognak le-föl, majd ugrálnak a földről pár cm magasra. Monogámok. Egész évben szaporodóképesek, de főleg szeptembertől januárig aktívak. Tágas fészküket 2–3 m magasra rakják, mindenféle anyagokat felhasználnak hozzá, de a belsejét mindig puhára bélelik. A 2-3 tojásra a szülők felváltva vigyáznak. A fiatalok 10-11 nap után kelnek ki és életük 17-18. napján már röpképesek.